# 王應斗
王应斗（1594年—1673年），字天喉，號北垣，别號万松居士，湖广武昌府崇阳县军籍。明朝政治人物。

## 生平
萬曆四十三年（1615年）乙卯科湖广鄉試舉人，天啓二年（1622年）壬戌科進士。令鄱阳，举卓异，崇祯元年（1628年）四月考选云南道御史，疏劾广西提学副使徐仪世苛残如虎，贪昧如狼，以病废乞休之官，欲借摧折以然灰，安得藉中贵之参疏，以掩其生平之秽迹。屡抗疏直言，柄臣驱逐异己者，崇祯三年被逮入狱百日，获释后归里。著有《湛辉阁草》十卷。